# 第三次ポーランド分割
第三次ポーランド分割（ポーランド語: III rozbiór Polski）は、1795年に行われたポーランド・リトアニア共和国の最後の分割。第二次ポーランド分割に反対したポーランド人によるコシチュシュコの蜂起が鎮圧されたのち、その領土がプロイセン王国、ハプスブルク帝国（オーストリア）、ロシア帝国に完全に分割され、ポーランド・リトアニア両国は1918年まで主権国家の地位を失った。分割に参加した三国はあらゆる歴史的背景からポーランドの名を消し去ることで合意し、百科事典などからもポーランドの項が消えた。ポーランドについて公文書で触れる必要が生まれた際には、代わりにマゾフシェなど他の地域名を用いるようになった。こうしたポーランド国家・ポーランド人抑圧政策により、ポーランド人は宗主国に対し数多の蜂起を起こした。現代のポーランドでも、第三次ポーランド分割については歴史研究分野や一般の論説の場において、特にポーランド・ロシア関係の観点から議論の対象となり続けている。ロシアは第三次分割で最も広大な領土と最大の富を獲得し、当時のヨーロッパ最強の国家の一つとなった。

## 背景
1772年の第一次ポーランド分割以降、ポーランド王スタニスワフ2世アウグストは衰亡の極みにあったポーランド・リトアニア共和国を復興すべく改革派と組んで軍事、政治、経済、社会について様々な改革を実行していった。この改革運動は1791年に5月3日憲法が採択されたことで最高潮に達した。この憲法では三権分立が唱えられ、ブルジョワジーに参政権が与えられ、農奴制など数々の貴族の特権を廃止した。さらにポーランドの国際的地位を高めるため、スタニスワフ2世アウグストは1790年にプロイセンに若干の領土を割譲するのと引き換えにポーランド・プロイセン同盟を締結した。しかしポーランドでの改革がジャコビニズム的であると危険視したロシアは、1792年にポーランドに侵攻した。このポーランド・ロシア戦争において、プロイセンはポーランドを見捨てて同盟を破棄し、ポーランドの特権維持を求めるマグナートはタルゴヴィツァ連盟を結成してロシアに加担した。ポーランドは敗北して5月3日憲法を破棄し、第二次ポーランド分割が実施された。ドブジン、クヤフスキ、ヴィエルコポルスカの大部分はプロイセンに、モルダヴィアからリヴォニアに至るリトアニア領の広大な東部地域はロシアに割譲された。ポーランドの国土は、第一次分割前の三分の一にまで縮小された。
周辺諸国による度重なる屈辱と抑圧を受けたポーランド人は、フランス革命の影響を受けてついにロシア・プロイセンに対し蜂起した。1794年3月24日、タデウシュ・コシチュシュコ率いるポーランド軍がポーランド全土における蜂起を呼びかけてコシチュシュコの蜂起が勃発し、プロイセン領ポーランドでもヤン・ドンブロフスキらによるヴィエルコポルスカ蜂起が発生した。彼らはロシア軍・ポーランド軍に対し数回の勝利を収めたものの、最終的にはロシア皇帝エカチェリーナ2世とプロイセン王フリードリヒ・ヴィルヘルム2世の素早い反応により、11月までに鎮圧された。コシチュシュコはマチェヨヴィツェの戦いで落馬し、捕らえられる直前に「（これが）ポーランドの終わり」（ラテン語: Finis Poloniae）と叫んだと伝えられている。

## 第三次分割
1795年10月24日、ハプスブルク帝国、プロイセン、ロシアの代表が面会してポーランド・リトアニア共和国の分割について協議し、1797年1月26日に分割条約の調印に至った。ハプスブルク帝国は西ガリツィアと南マゾフシェを併合して約120万人の人口を獲得した（オーストリア領ポーランド）。プロイセンはポドラシェ、マゾフシェの残部、ワルシャワを併合して約100万人の人口を獲得した（プロイセン領ポーランド）。ロシアはヴィリニュスを含む残部を併合し、約120万人の人口を手にした（ロシア領ポーランド）。第一次分割、第二次分割と異なり、この交渉にポーランド代表は出席していなかった。
ポーランド国王スタニスワフ2世アウグストは第三次分割の合意から1ヶ月後の11月25日、三国によって強制的に退位させられた。スタニスワフ2世はエカチェリーナ2世の戦利品としてサンクトペテルブルクに送られ、1798年に没した。また三国は、ポーランドという国家の名前を抹消することでも合意した。

## その後

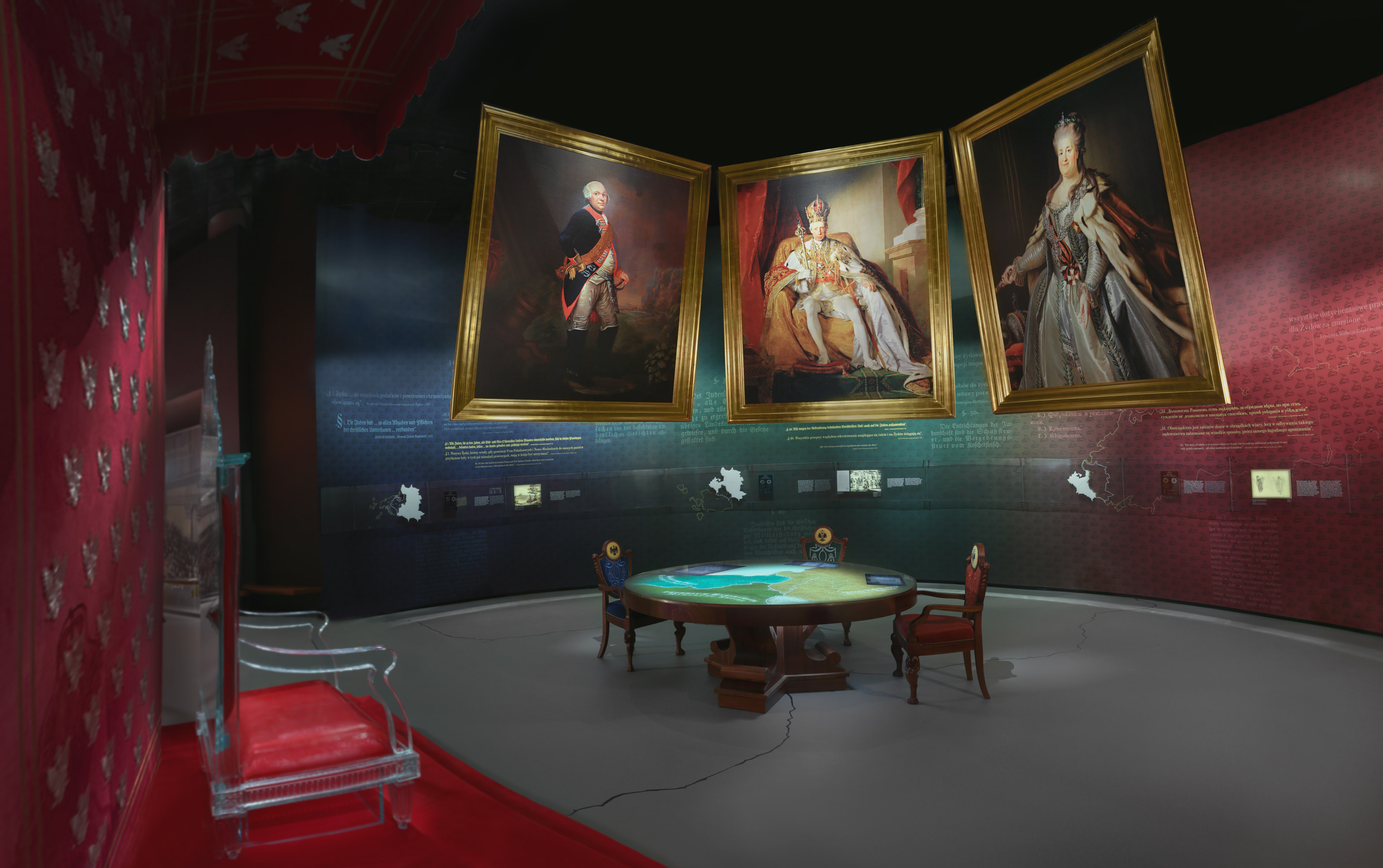
ワルシャワのポーランド・ユダヤ人の歴史博物館にあるポーランド分割の常設展示

第三次分割以降、独立国家としてのポーランドは123年にわたり地上から姿を消すこととなった。国家滅亡後、ポーランドの政治家、知識人、革命家たちはヨーロッパ中に亡命した。これがいわゆるポーランド人の大移住の始まりであった。彼らは各地の旧ポーランド領で蜂起したり、ナポレオン1世の軍に参加したりしてポーランド国家の復活を試みた。またポーランドの詩人や芸術家たちは祖国の自由を願い、ポーランド・ロマン主義と呼ばれる運動を起こした。1807年、ナポレオン1世によりフランスの衛星国としてワルシャワ公国が成立したが、1815年のウィーン会議で廃止された。その後、ロシアの傀儡国家としてポーランド立憲王国が成立した。この王国もロシアとの同君連合であって完全にロシアに支配された名ばかりの国家だったが、11月蜂起が失敗したことでこの国家すらも解体され、ポーランド人民に様々な抑圧が加えられた。ここにロシアはポーランドを公式にロシア帝国の一部とした。ポーランド国家が再独立するのは、1918年、第一次世界大戦の末にロシア帝国が崩壊し、ヴェルサイユ条約でポーランド人の主権国家設立が認められるまで待たなければならなかった。